# Cecidomyia minima
Cecidomyia minima är en tvåvingeart som först beskrevs av Gabriel Strobl 1880.  Cecidomyia minima ingår i släktet Cecidomyia och familjen gallmyggor.
Artens utbredningsområde är Österrike. Inga underarter finns listade i Catalogue of Life.